# Tag der Toten

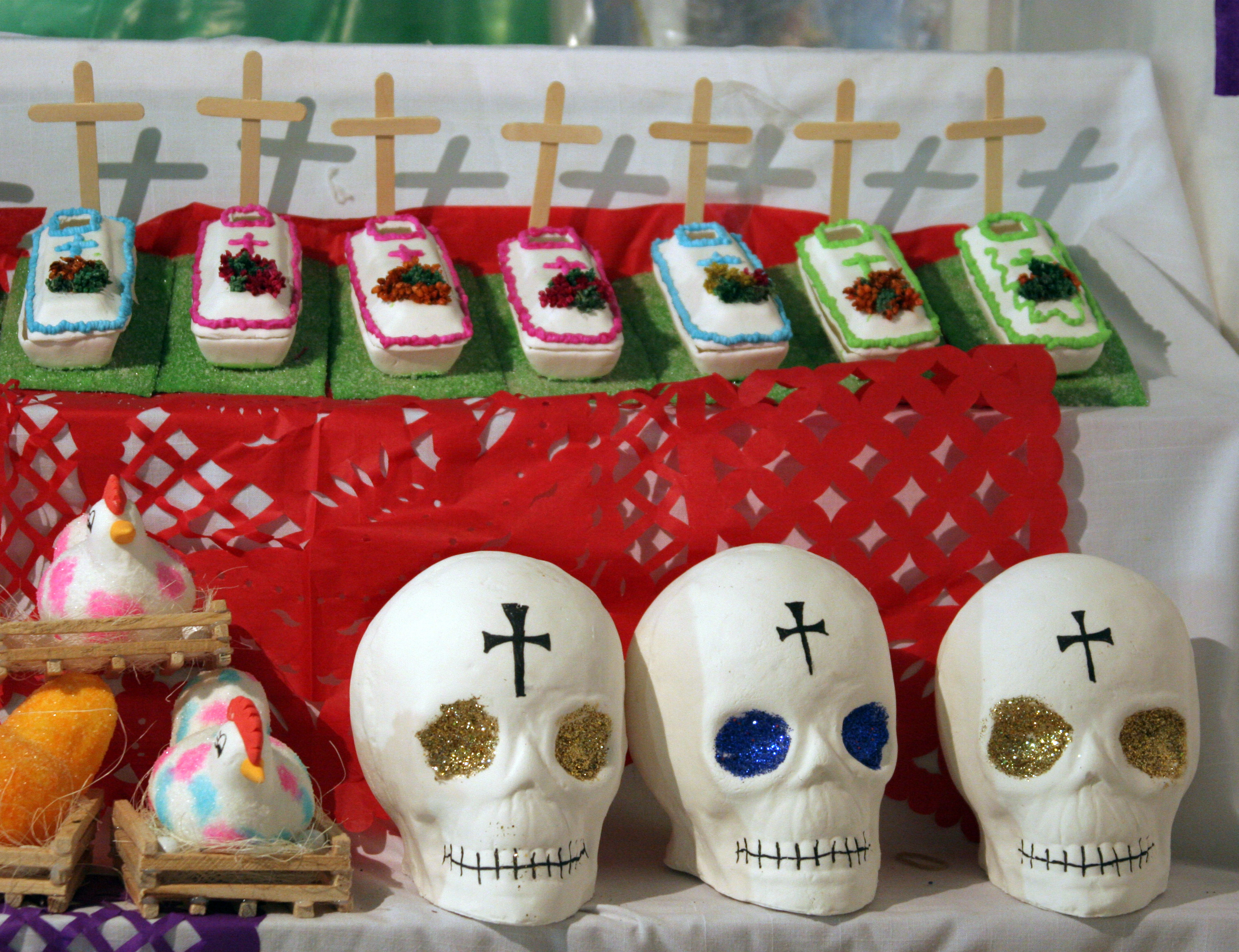
Zuckerfiguren in Form von Schädeln und Miniatur-Grabstätten

Am Tag der Toten (spanisch Día de Muertos, auch Día de los Muertos oder Día de los Difuntos), einem der wichtigsten mexikanischen Feiertage, wird traditionell der Verstorbenen gedacht. Die Vorbereitungszeit für die Feierlichkeiten beginnt Mitte Oktober; gefeiert wird vom Vorabend von Allerheiligen (31. Oktober) bis zum Gedächtnis Allerseelen am 2. November. Dabei wird der Tag der Toten je nach Region auf verschiedene Weise gefeiert.

## Der Tod als Teil des Lebens

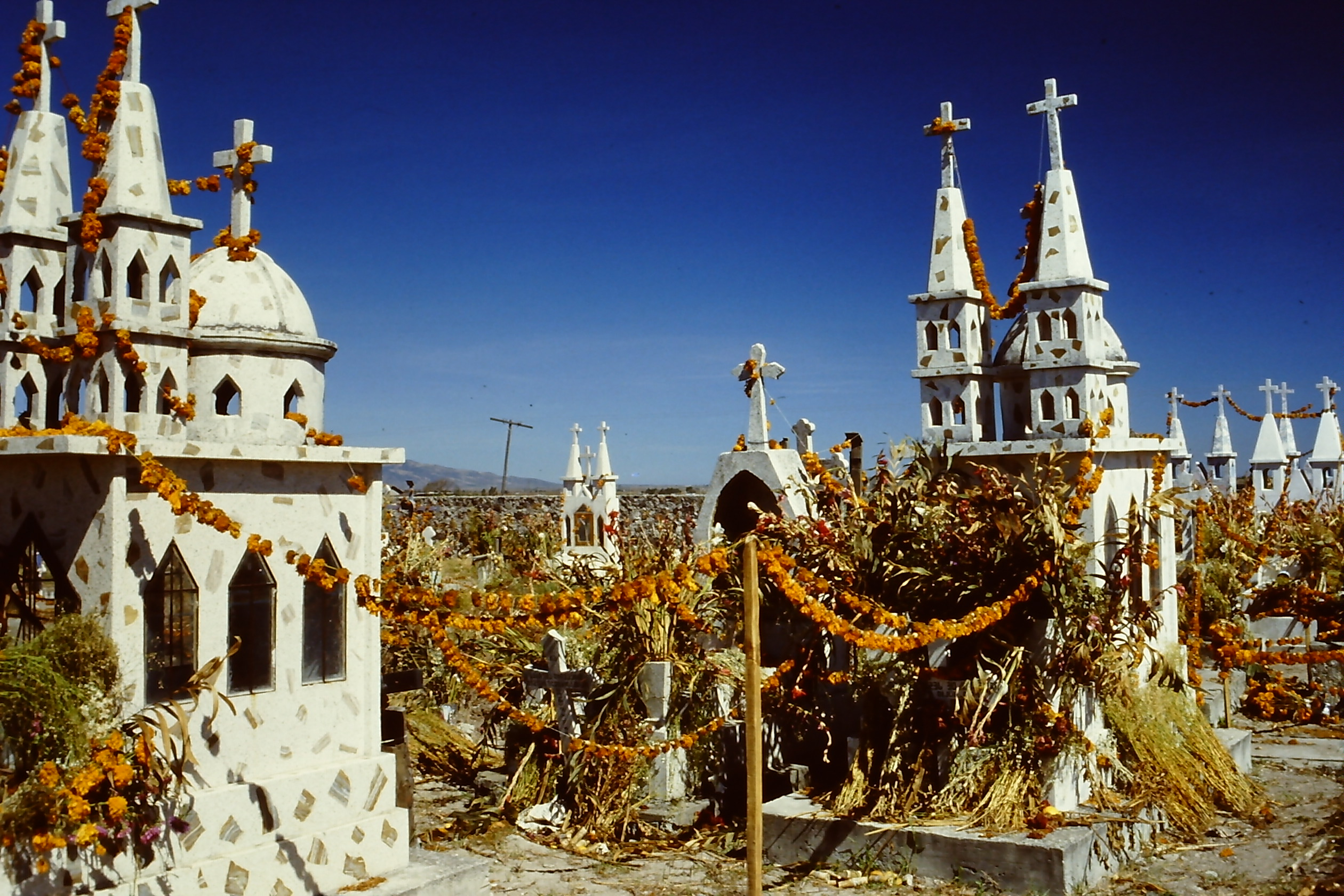
Mit Studentenblumen (spanisch Flor de muertos genannt) geschmückter Friedhof

Alltägliches in Mexiko wie La Calzada del Hueso ‚Die gepflasterte Knochenstraße‘ und La Barranca del Muerto ‚Die Schlucht der Toten‘ haben eine namentliche Beziehung zum Tod. Besonders deutlich wird das in der Zeit rund um die Días de Muertos, wenn in Straßen und Geschäften die Calaveras (Skelette aus Pappmaché, Gips oder Zucker) in allen möglichen Alltagssituationen dargestellt werden.
Nach altmexikanischem Glauben kommen die Toten einmal im Jahr zum Ende der Erntezeit zu Besuch aus dem Jenseits und feiern gemeinsam mit den Lebenden ein fröhliches Wiedersehen mit Musik, Tanz und gutem Essen. In vorspanischer Zeit gewährten die Azteken sogar ihren Feinden einen Ort, an den die Geister zurückkehren konnten. Auf einem Tzompantli wurden die Schädel als Gefäß für die Geister ordentlich aufgereiht. Durch spanische Missionare, die vergeblich versuchten, das Fest abzuschaffen, wurden die Feiern mit dem Hochfest Allerheiligen und dem Gedächtnis Allerseelen zusammengelegt. Parallelen zwischen der christlichen Vorstellung vom Tod und dem indigenen Glauben ermöglichten diesen Synkretismus. Schon die Azteken sahen den Tod nicht als Ende, sondern als Anfang neuen Lebens; eine Übergangsphase zu einer anderen Daseinsform. In Vermischung mit dem christlichen Glauben entstand ein einzigartiges kulturelles Fest, das die Bräuche des vorspanischen Mexiko teilweise weiterleben lässt.
Das Brauchtum zum Tag der Toten wurde 2003 von der UNESCO zum Meisterwerk des mündlichen und immateriellen Erbes der Menschheit ernannt und 2008 in die Repräsentative Liste des immateriellen Kulturerbes der Menschheit übernommen. Die Feierlichkeiten in ihrer traditionellen Form gelten als bedroht, da sie nach und nach von dem eher kommerziell ausgerichteten Halloween-Brauch aus Nordamerika überformt werden.

## Brauchtum

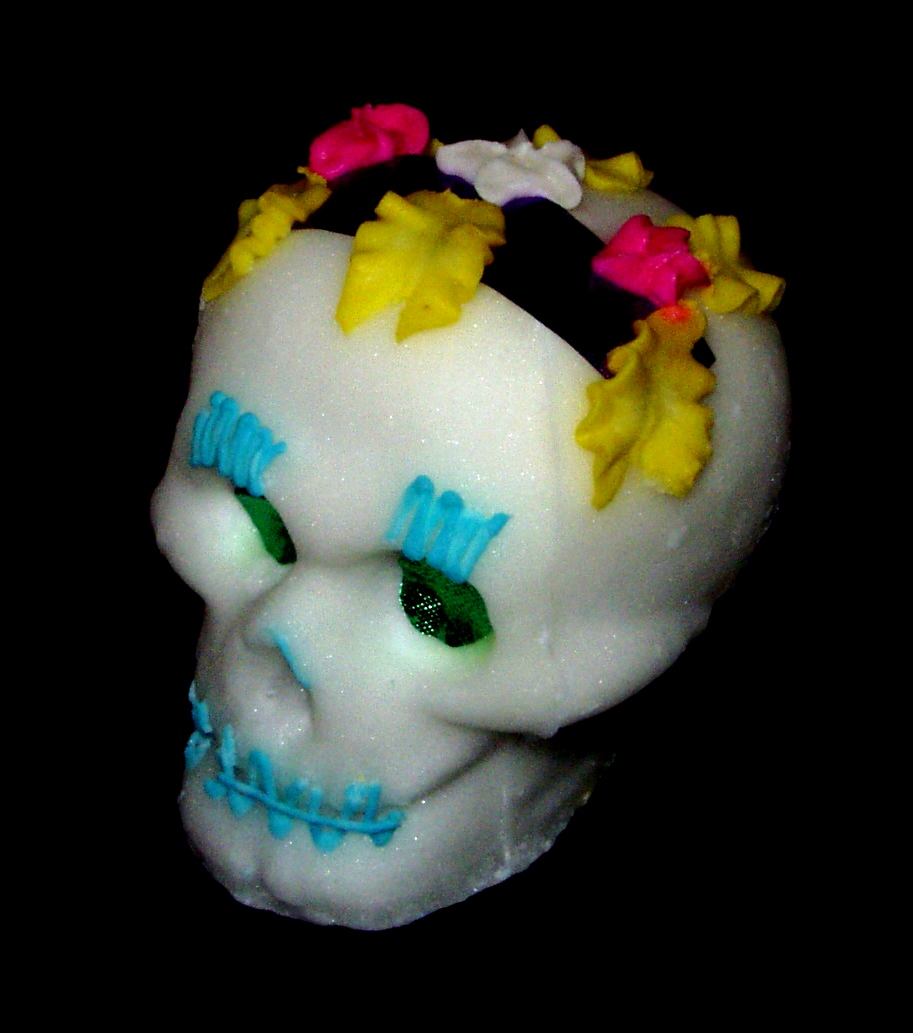
Ein mit Zuckerguss und Zuckerblümchen verzierter Totenschädel (Calavera de Azúcar) am Tag der Toten in Mexiko

Der Tag der Toten ist keine Trauerveranstaltung, sondern ein Volksfest zu Ehren der Toten. Nach dem Volksglauben kehren die Seelen der Verstorbenen an diesen Tagen zu den Familien zurück, um sie zu besuchen. Während der Tage steht das Gedenken an die Verstorbenen im Vordergrund. Die Straßen werden mit Blumen geschmückt, Symbole des Todes und der Vergänglichkeit, Skelette und Schädel in den unterschiedlichsten Ausführungen, stehen in den Schaufenstern, überall sieht man Abbildungen der Calavera Catrina. Konditoreien produzieren kurz vor Allerheiligen die Calaveras de Azúcar, Totenschädel aus Zucker, Schokolade, Amarant, Marzipan u. a., die die Namen der Toten auf der Stirnseite tragen.
El Pan de Muerto ist ein weiteres beliebtes Naschwerk in diesen Tagen.

„[…] das Brot der Toten, ist ein süßes Brot, das oft Anissamen enthält und mit Knochen und Schädeln aus Teig verziert ist. Die Knochen können in einem Kreis angeordnet sein, der den Kreislauf des Lebens repräsentiert. Kleine Teigtropfen symbolisieren Trauer“

Die Ofrendas, traditionelle Totenaltäre oder Gabentische in den Wohnungen, zum Teil auch auf öffentlichen Plätzen, sind das Zentrum der Feierlichkeiten. Sie sind mit reichlich Speisen und Getränken, Blumen und persönlichen Erinnerungsgegenständen gedeckt. Die Toten sollen sich nach ihrer langen Reise aus dem Totenreich stärken und einige der Gaben wieder mitnehmen. Fotos der Verstorbenen, Kerzen und Weihrauch sollen an gemeinsame Zeiten erinnern.
Auf den Straßen herrscht buntes Treiben. Wohnungen und Friedhöfe werden prachtvoll mit Blumen, Kerzen und bunten Todessymbolen aller Art dekoriert. An den Eingangspforten der Häuser werden Laternen aufgehängt. Die leuchtend orangefarbene Cempasúchil, oder auch Flor de Muertos ‚Blume der Toten‘ Aufrechte Studentenblume eine Tagetesart (Tagetes erecta), wird zusammen mit Ringelblumen und gelben Chrysanthemen als Empfangsteppich und Wegweiser für die Verstorbenen vom Haus bis zum Friedhof ausgelegt, damit diese sicher zum Familienfest finden. Man glaubt, dass Verstorbene die Farben Orange und Gelb am besten erkennen können.
In der Nacht zum Fest Allerheiligen wird die Ankunft der gestorbenen Kinder erwartet, der Angelitos, der kleinen Engel. Nachdem in der Nacht auf den 2. November die Seelen der verstorbenen Erwachsenen ebenfalls im Haus empfangen wurden, findet anschließend der Abschied von den Verstorbenen auf den Friedhöfen statt. Dort werden mitgebrachte Speisen gegessen, es wird getrunken, musiziert und getanzt. Um Mitternacht ist für die Verstorbenen die Zeit gekommen, wieder ins Jenseits zurückzukehren. Das Fest ist zu Ende, bis die Toten im nächsten Jahr zurückkehren.

## Popkultur

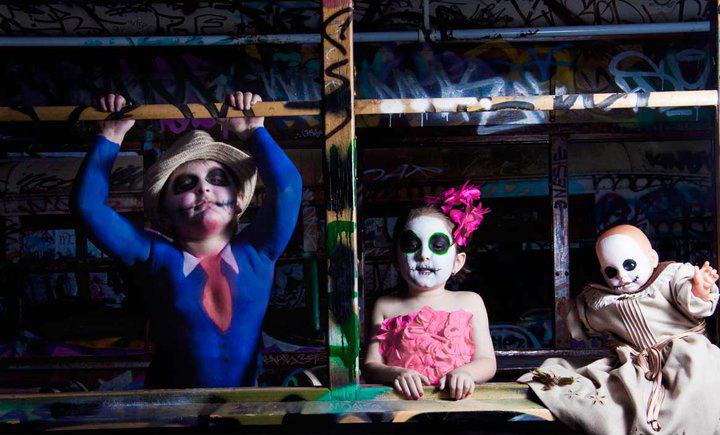
Zum Tag der Toten kostümierte Kinder mit Puppe (Foto: Eva Rinaldi)

- Die vier Kapitel des 1998 erschienenen Computerspiels Grim Fandango spielen in vier aufeinanderfolgenden Jahren jeweils am mexikanischen Tag der Toten.
- Im 2003 erschienen mexikanisch-amerikanischen Actionfilm Irgendwann in Mexico (Originaltitel Once Upon a Time in Mexico) von Robert Rodriguez wird ein Putsch am Tag der Toten geplant.
- In dem 2014 erschienenen amerikanischen Animationsfilm Manolo und das Buch des Lebens besuchen Santa Muerte und Xibalbá am Tag der Toten den Ort San Angel.
- Im Episodenfilm México Bárbaro – Grausame Legenden (2014) nehmen mehrere Episoden Bezug auf den Tag der Toten.
- Im 2015 erschienenen Film James Bond 007: Spectre zeigt die Eröffnungsszene eine Parade in Mexiko-Stadt am Tag der Toten, die es aber so bis dahin nie gab. Aufgrund des durch den Film entstandenen hohen Interesses beschloss die Regierung, eine solche Parade zu organisieren, um die mexikanische Kultur zu fördern. „Wir mussten einen Karneval zum Tag der Toten erfinden“, so der mexikanische Tourismusminister Enrique de la Madrid. „Nach dem James-Bond-Film wären die Touristen sonst gekommen, um den Umzug zu sehen und hätten ihn nicht vorgefunden.“[3] An der Parade am 29. Oktober 2016 nahmen 250.000 Menschen teil.
- Im 2016 erschienenen Film Batman v Superman: Dawn of Justice spielt eine Szene in Mexiko-Stadt am Tag der Toten.
- Im 2017 erschienenen Animationsfilm Coco – Lebendiger als das Leben! der Pixar Animation Studios basiert die Handlung auf dem Tag der Toten.
- Das 2018 erschienene Konzeptalbum Corrido de la Sangre von The Tiger Lillies ist dem Tag der Toten gewidmet.
- Im Videospiel Shadow of  the Tomb Raider (2018) aus der Tomb-Raider-Serie, gerät die Actionheldin Lara Croft zu Beginn ihres Abenteuers mitten in die Feierlichkeiten zum Tag der Toten in einer Kleinstadt auf der mexikanischen Insel Cozumel.[4]
- Der Song Dia de los Muertos der Hamburger Industrial-Band Oberer Totpunkt auf dem 2022 erschienenem Album Totentanz handelt vom Tag der Toten. Es gibt auch eine komplett spanische Version dazu.